# Maximiliano Martínez
Maximiliano Martínez (4 de junho de 1986) é um remador argentino e medalhista pan-americano no Rio 2007.